# 나가야마 류주
나가야마 류주(일본어: 永山 竜樹, 1996년 4월 15일~)는 일본의 유도 선수이다. 2024년 하계 올림픽 남자 엑스트라라이트급에서 동메달을 획득했으며, 세계 유도 선수권 대회에서 동메달 2개를 획득했다.